# Kulík písečný
Kulík písečný (Charadrius hiaticula) je malý, široce rozšířený zástupce čeledi kulíkovitých.

## Poddruhy
V současné době rozeznáváme u kulíka písečného tři poddruhy, které se mezi sebou mírně liší velikostí a zbarvením.
- Ch. h. hiaticula - hnízdí v rozmezí od západní Evropy až po Skandinávii; částečně tažný, zimuje v jihozápadní Evropě. Největší poddruh.
- Ch. h. psammodroma - hnízdí na Islandu, Grónsku a v severovýchodní Kanadě; zimuje v západní Africe.
- Ch. h. tundrae - hnízdí v severní Skandinávii a Asii; zimuje v Africe a v jihozápadní Asii. Nejmenší poddruh.

## Popis

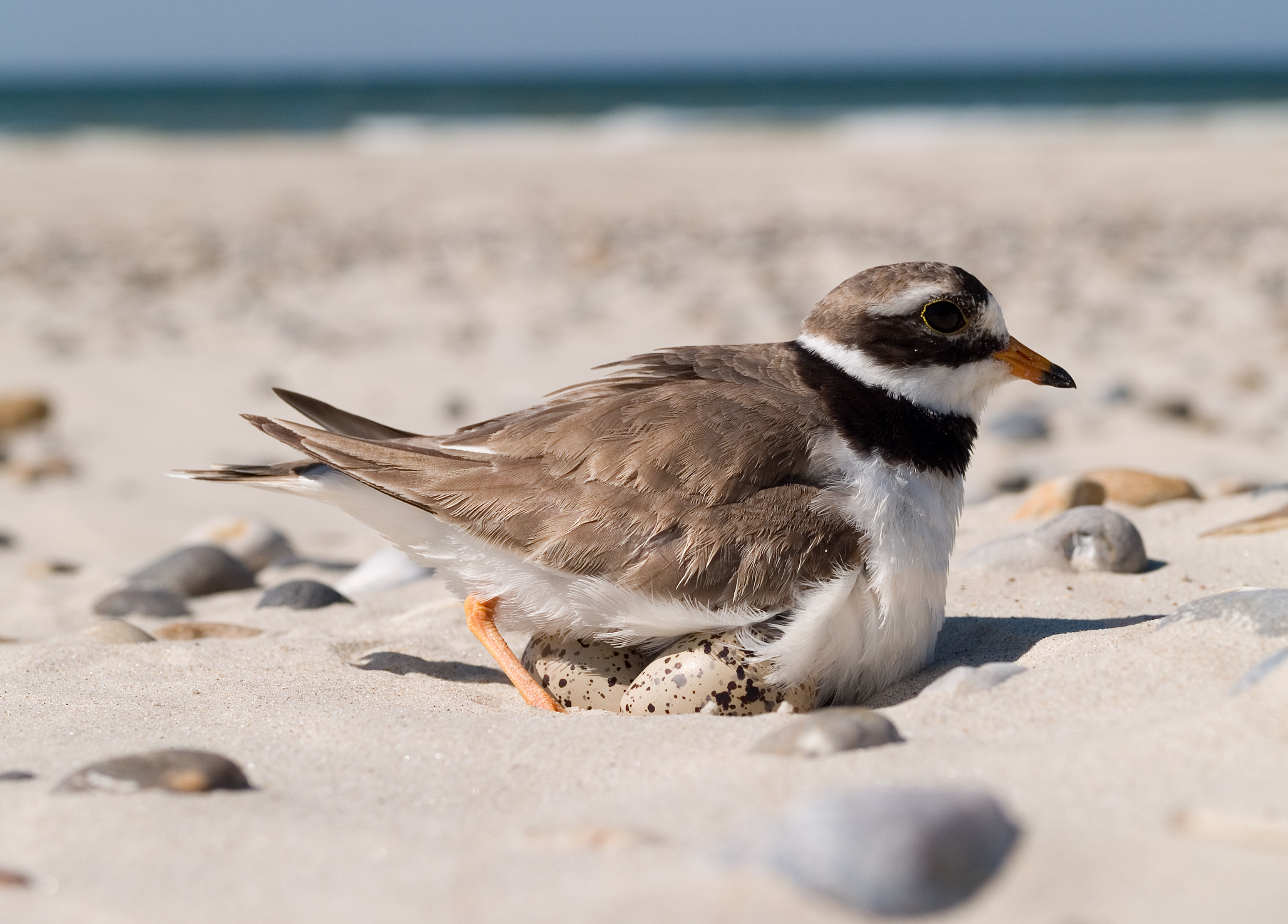
Kulík písečný na hnízdě

Je velký přibližně jako křepelka, dorůstá 18–20 cm, váží 50–70 g a v rozpětí křídel měří 35–41 cm. Má tělo podsaditého tvaru, delší končetiny, krátký zašpičatělý zobák a poměrně nápadné zbarvení. Má šedohnědý hřbet, křídla a temeno, bílé břicho, oranžové končetiny, tmavý pruh přes oko a prsa, bílé čelo a oranžovočervený zobák s černou špičkou. Je o něco větší než velmi podobný kulík říční, který postrádá tmavé zbarvení na špičce zobáku a má výraznější tenký žlutý proužek kolem oka. Obě pohlaví se zbarvením neliší, mladí ptáci mají jednotvárnější zbarvení a od dospělců je můžeme snadno rozeznat podle světle hnědého, často neúplného pruhu na prsou a šedožlutě zbarvených končetin. Ozývá se charakteristickým dvojslabičným „tuip“.

## Rozšíření
Kulík písečný je rozšířený a početně zastoupený druh, jehož populace čítá zhruba 410–540 000 jedinců. Hnízdí především při severním pobřeží evropského a asijského kontinentu, v Grónsku a v severovýchodní Kanadě. Je částečně tažný, evropští ptáci své hnízdiště opouští v rozmezí mezi srpnem až zářím a migrují směrem na jih až po jižní pobřeží vzdáleného afrického kontinentu. Pravidelně, ale nepočetně protahuje také přes Českou republiku, ojediněle na našem území i zahnízdí.

## Chování
Zdržuje se jednotlivě, často bývá zaznamenáván v přítomnosti jiných druhů bahňáků.

### Hnízdění

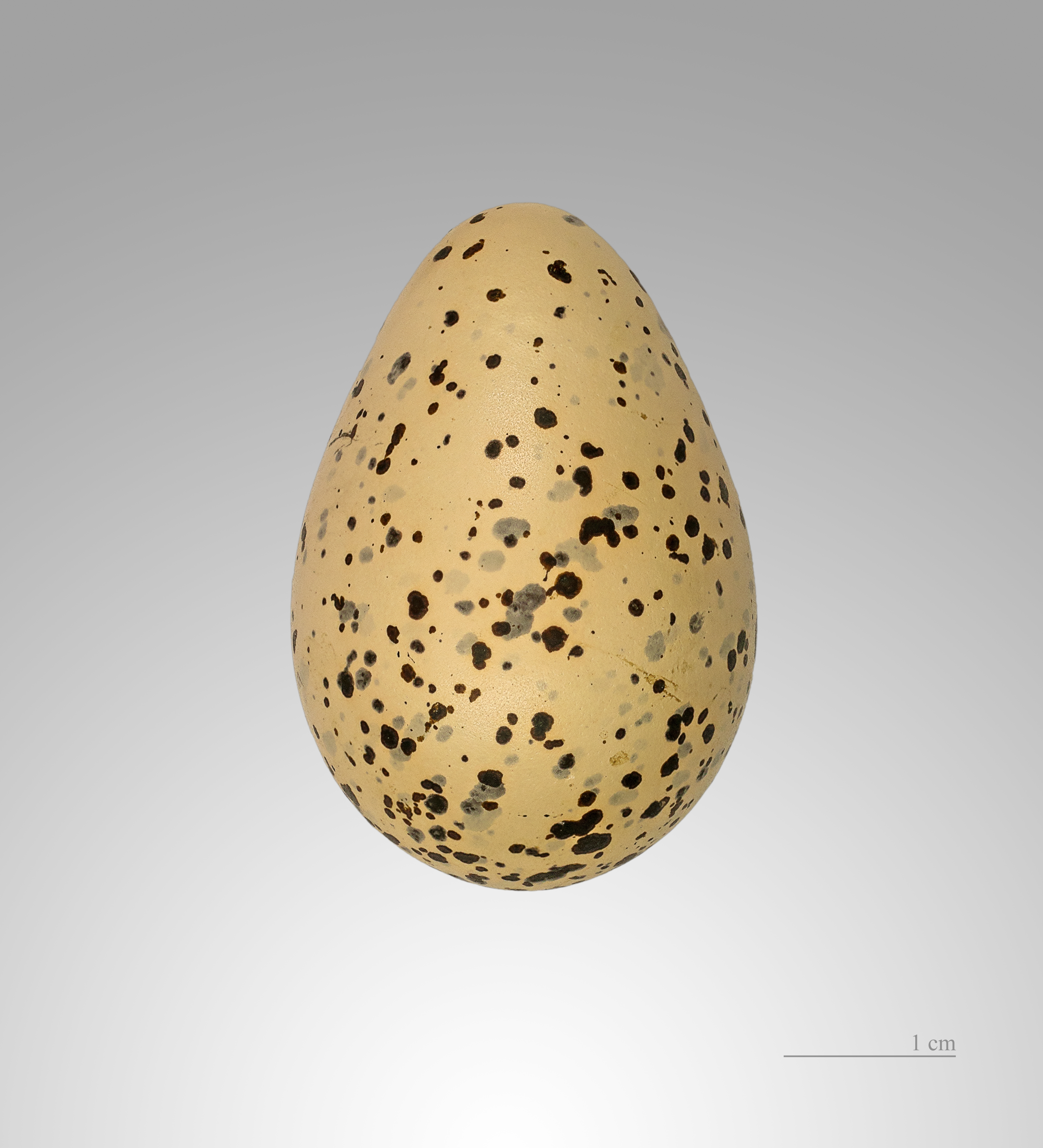
Charadrius hiaticula

Kulík písčitý hnízdí na zemi na písčitém nebo bahnitém podkladu. Klade 3–5 lehce nažloutlých vajec s tmavým skvrněním, na kterých sedí střídavě oba rodiče přibližně po dobu 23–26 dnů. V období hnízdění jsou oba rodiče a nechráněná vejce velmi zranitelná, proto kulík písečný vyvinul strategii odlákání predátora od hnízda: jeden z rodičů rychle odběhne od hnízda, hlasitě křičí, předstírá neschopnost letu a pozornost predátora obrátí na sebe. V dostatečné vzdálenosti od hnízda vzletí a o něco později se vrátí k hnízdu.

### Potrava
Potravu vyhledává obvykle na bahnitých a písčitých březích vod, požírá především drobné bezobratlé – hmyz a jeho larvy, korýše, měkkýše a kroužkovce.